# Vi tror på en allsmäktig Gud
Vi tror på en allsmäktig Gud (tyska: Wir glauben all an einen Gott) är en lovpsalm (tillika "ståpsalm") av Martin Luther från 1524 som översattes av Olaus Petri redan 1530 med titelraden "Wij troo uppå en alsmächtigh Gudh". Den togs inte med i Den svenska psalmboken 1986, men i 1695 års psalmbok anges inte Luther ha del i upphovet utan endast Olaus Petri nämns som upphovsman. Ursprunget är den latinska hymnen Credo in Deum Patrem, den apostoliska trosbekännelsen.
Psalmen introduceras 1536 med orden: Tronnes beke[n]nilse
Psalmen inleds 1695 med orden:
Wij troo uppå en alsmächtigh Gudh
Som all ting i sino Orde/ Skapat hafwer härligh och godh
Melodin är av medeltida upphov enligt 1939 års koralbok. I 1921 års koralbok med 1819 års psalmer anges att melodin är från 1524 och hämtad ur Johann Walthers och Martin Luthers koralsamling Geystliches Gesangbuch.

## Publicerad i
- Swenske Songer eller wisor 1536 med titeln Vij tro vppå alzmectig gud under rubriken "Tronnes bekennilse".[1]
- 1572 års psalmbok med titeln WI troo uppå Alzmechtigh Gudh under rubriken "Troon".[2]
- Göteborgspsalmboken under rubriken "Troones Articklar".[3]
- Den svenska psalmboken 1694 som nummer 5 under rubriken "Trones Artiklar".[4]
- 1695 års psalmbok som nr 4 under rubriken "Catechismus författad i Sånger - Trones Artiklar".
- 1819 års psalmbok som nr 17 under rubriken "Guds enhet och treenighet".
- 1937 års psalmbok som nr 26 under rubriken "Trefaldighetspsalmer".
- Finlandssvenska psalmboken 1986 som nr 146 under rubriken "Guds treenighet".